# Skarb

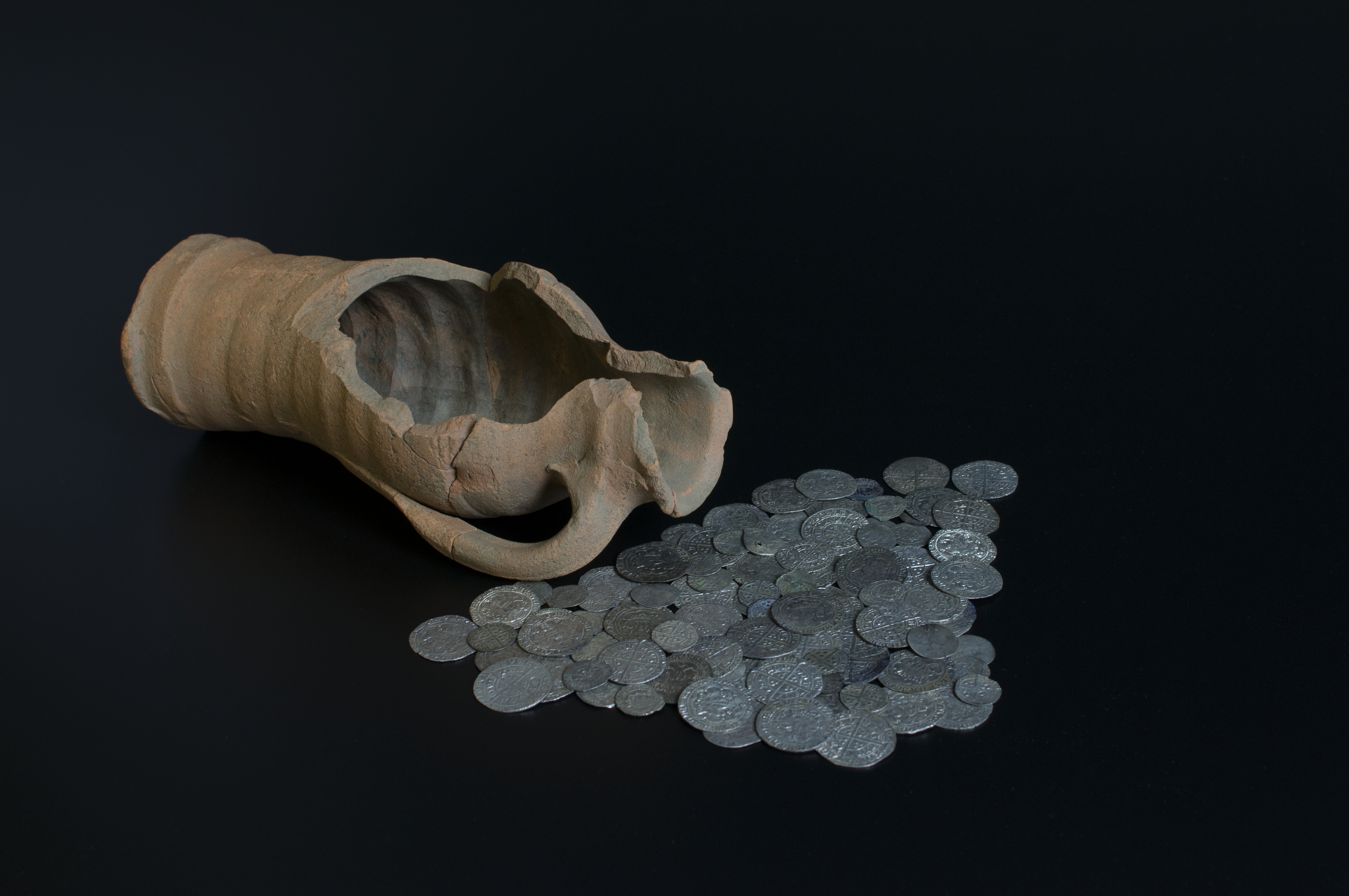
Skarb z Ryther zawierający srebrne monety schowane w ceramicznym dzbanku pod powierzchnią ziemi około 1480 r. Skarb został odnaleziony w 1992 r. przez poszukiwacza-amatora z wykrywaczem metalu

Skarb – jeden z podstawowych typów stanowisk archeologicznych. Termin odnosi się wyłącznie do znalezisk ruchomych (co najmniej dwóch), celowo składowanych przez jakąś osobę lub grupę. Obejmuje zespół cennych w danym okresie przedmiotów (np. monet, ozdób), fragmentów surowca (bryłek minerałów, metali), narzędzi lub broni ukrytych jako forma przechowywania majątku (zwykle w czasach zagrożenia najazdami) lub zdeponowanych w celach kultowych (jako ofiara).
Do skarbów nie zalicza się znalezisk pojedynczych, wyposażenia grobów oraz porzuconych odpadków. Termin ten w publikacjach naukowych może być zastępowany określeniami depozyt lub skład, które nie mają w języku potocznym zabarwienia emocjonalnego. W świadomości ludzkiej skarb może oznaczać bowiem korzyści materialne dla znalazcy lub jakieś szczególne moce, którymi może go obdarzać. Natomiast odnalezione i zbadane przez naukowców skarby, złożone niegdyś celowo w ich środowisku naturalnym, pozwalają badaczom poznać dawne kultury i zanalizować zachowania ludzkie. Zakopane cenne przedmioty z celem ich późniejszego odnalezienia są źródłami do badań nad poszczególnymi okresami w dziejach (np. powszechnie spotykane w Europie skarby z czasów epoki brązu). Niekiedy jednak trudno jest odróżnić, czy dane znalezisko jest skarbem (skrytką), czy złożonym do ziemi wotum (np. znaleziska srebrnych przedmiotów z okresu późnorzymskiego na terenach Brytanii).
Skarby deponowane były w Europie już w starszej epoce kamienia. Dużo liczniejsze są znaleziska z epoki brązu i wczesnej epoki żelaza (od ok. 2300 do 400 p.n.e.). Na terenie Polski znanych jest ich ok. tysiąca: zachowały się przede wszystkim przedmioty wykonane z metali – narzędzia, broń oraz ozdoby. Niektóre były wykonane z krzemienia lub innych kamieni. Znajdowana jest też ceramika oraz wyroby kościane. Z okresu wczesnego średniowiecza pochodzą skarby składające się z wyrobów srebrnych, w mniejszej ilości złotych. Były to głównie monety oraz ozdoby. Cechą szczególną tych znalezisk – tak zwanych skarbów siekańcowych – jest duże rozdrobnienie znajdowanych monet. Numizmaty dzielono na mniejsze części, co wskazuje, że miały one wartość kruszcową – znaczenie miała waga i jakość surowca, nie zaś wybity na nich nominał. 
Archeolodzy nie zawsze potrafią wyjaśnić motywy, jakimi kierowały się osoby gromadzące i deponujące składy – oprócz gromadzenia bogactw i ich ukrywania w razie zagrożenia (np. w ziemi), motywem działania mogły być też powody religijne (były to ofiary składane bóstwom lub siłom nadprzyrodzonym, o czym świadczyć może ich forma składowania w wodzie – zatopienie oznaczać mogło świadomą rezygnację z powtórnego wydobycia) lub próba zdobycia czy utrzymania wysokiej pozycji społecznej przez jednostki bądź grupy, celowo pozbywające się cennych dóbr.